# Larry Wright
Larry Glenn Wright (ur. 23 listopada 1954 w Monroe) – amerykański koszykarz, występujący na pozycji rozgrywającego, mistrz NBA z 1978 roku, po zakończeniu kariery zawodniczej trener koszykarski.

## Osiągnięcia
Na podstawie, o ile nie zaznaczono inaczej.
NCAA
- Uczestnik turnieju NCAA II (1976)
- Mistrz turnieju konferencji Southwestern Athletic (SWAC – 1976)
- Koszykarz Roku Konferencji Southwestern Athletic (1976)
- Najlepszy pierwszoroczny koszykarz roku SWAC (1974)
- Zaliczony do:
  - składu:
    - All-Conference
    - NCAA small-college All-America

  - Galerii Legend Sportu uczelni Grambling (2011)

NBA
- Mistrz NBA (1978)[3]
- Wicemistrz NBA (1979)

Inne
- Mistrz:
  - Intercontynentalnego Pucharu FIBA (1984)
  - Euroligi (1984)
  - Włoch (1983)
- jeden z kandydatów przy wyborze 50 największych osobowości Euroligi (2008)
- MVP finałów Euroligi (1984)